# 小浜裕久
小浜 裕久（こはま ひろひさ、1949年2月 - ）は、日本の経済学者。専門は、開発経済学・国際経済学・日本経済論・アジア経済論。学位は、経済学修士（慶應義塾大学・1974年）。
財団法人国際開発センター主任研究員、静岡県立大学国際関係学部教授、静岡県立大学評議員、静岡県立大学大学院国際関係学研究科研究科長（第4代）などを歴任した。

## 概要
神奈川県川崎市出身。1974年、慶應義塾大学大学院経済学研究科修士課程を修了した。
同年、財団法人国際開発センターに採用され、研究員として勤務し、のちに主任研究員に昇任した。
1987年、静岡県立大学に転じ、国際関係学部の助教授となった。その後、教授に昇任し、大学の評議員や国際関係学研究科の研究科長などを歴任した。
2014年、同大学を定年退職。

## 研究
専門は経済学であり、開発経済学や国際経済学を中心とした研究活動を行っている。これらの分野に関する論文を多く発表しており、専門書や学術書も多数著している。イラク日本人外交官射殺事件に触発され、『日本の国際貢献』と題した著書も上梓している。

## 略歴
- 1972年 - 慶應義塾大学経済学部卒業。
- 1974年 - 慶應義塾大学大学院経済学研究科修士課程修了。
- 1974年 - 財団法人国際開発センター研究員。
- 1986年 - 財団法人国際開発センター主任研究員。
- 1987年 - 静岡県立大学国際関係学部助教授。
- 1994年 - 静岡県立大学国際関係学部教授。
- 1997年 - 静岡県立大学評議員。
- 1998年 - 静岡県立大学大学院国際関係学研究科研究科長。
- 2014年 - 定年退職。

## 著作

### 単著
- 『ODAの経済学』日本評論社、1992年。ISBN 4535580197
- 『ODAの経済学』第2版、日本評論社、1998年。ISBN 453555112X
- 『戦後日本の産業発展』日本評論社、2001年。ISBN 4535552665
- External factors for Asian development, Singapore: Institute of Southeast Asian Studies, 2003. ISBN 9812301968
- 『日本の国際貢献』勁草書房、2005年。ISBN 4326550511
- Industrial development in postwar Japan, London: Routledge, 2007. ISBN 9780415437073
- 『経済論文の技法―データが語る・データで語る』日本評論社、2009年。ISBN 978-4535553286

### 共著
- Yoshihiro Iwasaki and Hirohisa Kohama, Japanese stabex arrangement with Southeast Asia, Tokyo: International Development Center of Japan, 1978.
- Hirohisa Kohama and Machiko Watanabe, Argentina -- a stagnant economy, Tokyo: International Development Center of Japan, 1985.
- Kenji Tahara-Domoto and Hirohisa Kohama, Machinery industry development in Korea -- intra-industry trade between Japan and Korea, Tokyo: International Development Center of Japan, 1989.
- Kazushi Ohkawa and Hirohisa Kohama, Lectures on developing economies -- Japan's experience and its relevance, Tokyo: University of Tokyo Press, 1989. ISBN 0860084388
- 大川一司・小浜裕久著『経済発展論――日本の経験と発展途上国』東洋経済新報社、1993年。ISBN 4492441549
- Ryuichiro Inoue, Hirohisa Kohama and Shujiro Urata, Industrial policy in East Asia, Tokyo: Japan External Trade Organization, 1993. ISBN 4822405826
- 木村福成・小浜裕久著『実証国際経済入門』日本評論社、1995年。ISBN 453555014X
- 小黒啓一・小浜裕久著『インドネシア経済入門――構造調整と輸出発展』日本評論社、1995年。ISBN 4535550271
- 小浜裕久・渡辺真知子著『戦後日本経済の50年――途上国から先進国へ』日本評論社、1996年。ISBN 4535550700
- 小浜裕久・木村福成著『経済論文の作法――勉強の仕方・レポートの書き方』日本評論社、1996年。ISBN 4535550573

Ryuichiro Inoue, Hirohisa Kohama and Shujiro Urata, Chính sách công nghiệp ở Đông Á, translated by Nhóm biên dịch VAPEC and Lưu Ngọc Trịnh, Hà Nội: Nhà xuất bản Khoa học xã hội, 1997.
- 小浜裕久・木村福成著『経済論文の作法――勉強の仕方・レポートの書き方』増補版、日本評論社、1998年。ISBN 4535551111
- 小浜裕久・浦田秀次郎著『世界経済の20世紀――われわれは「賢く」なったか』日本評論社、2001年。ISBN 4535552711
- 小浜裕久・深作喜一郎・藤田夏樹著『アジアに学ぶ国際経済学』有斐閣、2001年。ISBN 4641121338
- 小浜裕久ほか著『開発貢献度指数（Commitment to Development Index: CDI）の再検討』国際開発高等教育機構、2004年。
- 浅沼信爾・小浜裕久著『近代経済成長を求めて――開発経済学への招待』勁草書房、2007年。ISBN 9784326502967

### 編著
- 渡辺慶子・小浜裕久編著『国際関係の視座転換』北樹出版、1989年。ISBN 4893840851
- 井上隆一郎・浦田秀次郎・小浜裕久編著『東アジアの産業政策――新たな開発戦略を求めて』日本貿易振興会、1990年。ISBN 4822405109
- 小浜裕久編著『直接投資と工業化――日本・NIES・ASEAN』日本貿易振興会、1992年。ISBN 4822405699
- 小浜裕久・柳原透編著『東アジアの構造調整』日本貿易振興会、1995年。ISBN 4822406881
- 浦田秀次郎・小浜裕久編著『東アジアの持続的経済発展』勁草書房、2001年。ISBN 4326502002

### 翻訳
- ハリー・T・オーシマ著、渡辺利夫・小浜裕久監訳『モンスーンアジアの経済発展』勁草書房、1989年。ISBN 4326931493
- 世界銀行著、小浜裕久・冨田陽子訳『有効な援助――ファンジビリティと援助政策』東洋経済新報社、2000年。ISBN 4492442553
- 世界銀行著、小浜裕久監訳『21世紀はどうなるか』東洋経済新報社、2000年。ISBN 4492442669
- ビノッド・トーマスほか著、小浜裕久・織井啓介・冨田陽子訳『経済成長の「質」』東洋経済新報社、2002年。ISBN 4492442855
- ウィリアム・イースタリー著、小浜裕久・織井啓介・冨田陽子訳『エコノミスト南の貧困と闘う』東洋経済新報社、2003年。ISBN 4492443045